# Opus barbaricum

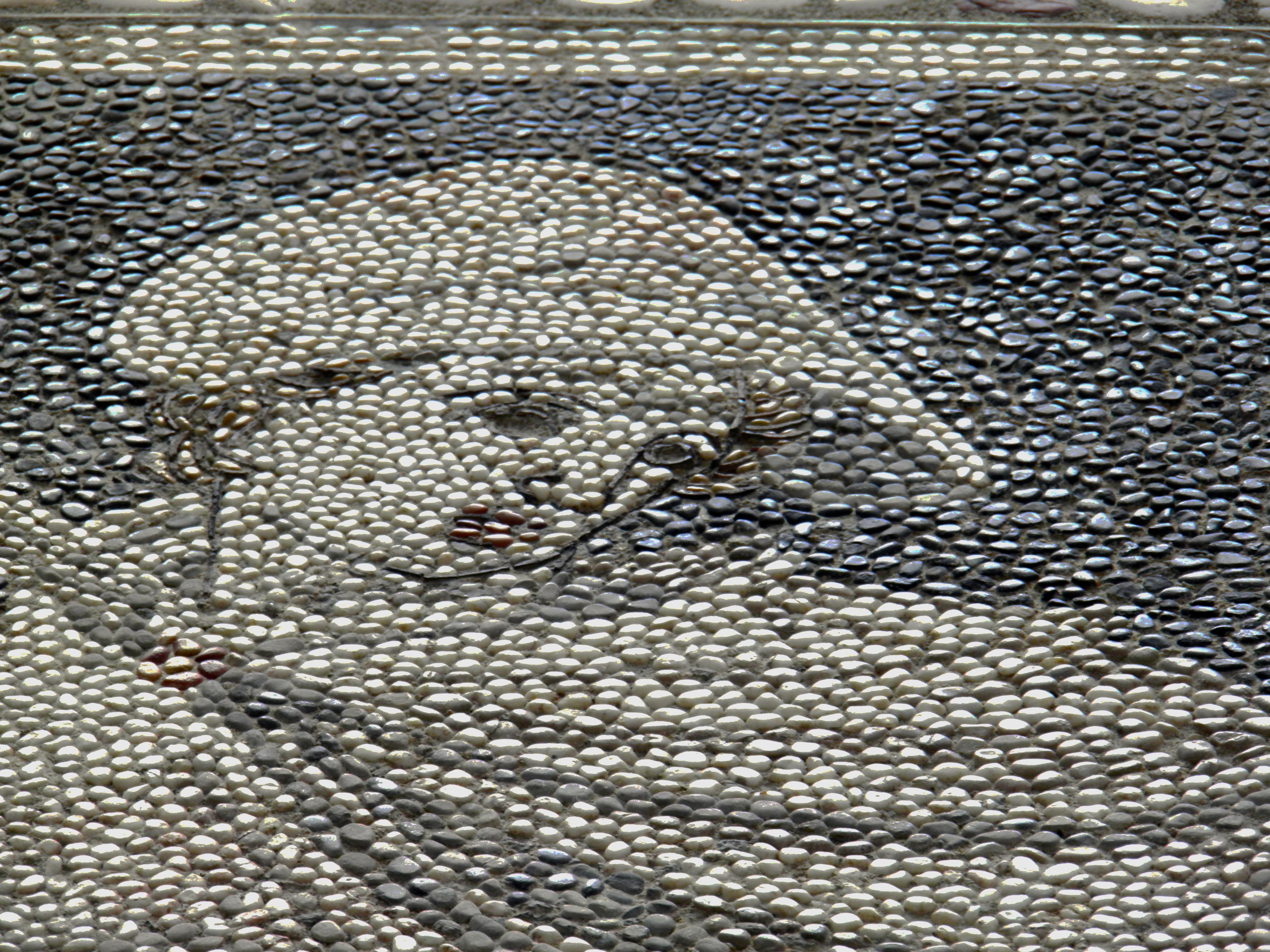
Opus barbaricum met een afbeelding van Alexander de Grote in Pella

Opus barbaricum (Latijn voor "primitief werk") was de eerste mozaïektechniek. De techniek werd waarschijnlijk ontwikkeld op Kreta in de nieuwe steentijd.

## Geschiedenis en techniek
Mozaïek in opus barbaricum, ook wel opus barbarikum of kiezelmozaïek genoemd, werd gemaakt van het eenvoudigste en gemakkelijkst verkrijgbare materiaal; rivier- of zeekiezels in verschillende kleuren. De kleuren wit, blauw en donkerrood werden het meest gebruikt, later ook gespikkelde stenen in geel en grijs. Ze werden vaak in meerdere kleuren zonder enig verband gelegd. Later werden de steentjes op hun kant in rijen zij-aan-zij gelegd om geometrische patronen te vormen.
Het maken van mozaïekvloeren met rivierkiezels vond zijn oorsprong op Kreta; de Minoïsche en Myceense beschavingen maakten al mozaïek van gepolijste kiezelstenen. In de 8e eeuw v.Chr. verscheen de techniek op het vasteland. In Gordium, de hoofdstad van Frygië, zijn drie vloeren met motieven in witte, donkerrode en donkerblauwe kiezelstenen bekend, het heiligdom van Artemis Orthia in Sparta had een monochrome kiezelsteenvloer en het heiligdom van Athena Pronaia in Delphi een kiezelsteenvloer in verschillende kleuren, maar zonder patroon.
In latere periodes werd neergekeken op de "primitieve" kiezelmozaïeken. Ze werden vervangen door mozaïeken met veel mooiere materialen van betere kwaliteit, zoals marmer, glas, parels en terracotta.